# Малый погружающийся ракетный корабль проекта 1231
Малый погружающийся ракетный корабль проекта 1231 (другие названия Проект 1231 опытного малого погружающегося ракетного корабля, проект 1231 «Дельфин», ныряющий катер-ракетоносец, проектный эксперимент: быстроходный катер — подводная лодка) — разрабатывавшийся в 1950—1960-х годах в СССР принципиально новый тип кораблей (ракетоносный гибрид надводного корабля в виде скоростного катера на подводных крыльях и подводной лодки), доведённый до высокого уровня проектной проработанности. Автором и инициатором проекта был тогдашний глава СССР Никита Хрущёв. По базовой идее, должен был представлять собой ракетный катер, способный погружаться и перемещаться под водой, что обеспечивало бы бо́льшую скрытность по сравнению с обычными боевыми катерами при большей, чем у обычных подлодок, скорости надводного хода. Разработка ныряющего катера велась в период с января 1959 года до конца 1964 года (по другим данным проект был официально закрыт постановлением правительства № 227-78 от 27.03.1965 года) и была прекращена на стадии технического проекта в связи с уходом Хрущёва с политической сцены. Однако, по мнению доктора технических наук и сотрудника Крыловского научного центра Эдуарда Афрамеева, даже без смены власти проект вряд ли имел шансы на успех.

## Похожие проекты
По версии доктора технических наук Э. А. Афрамеева, впервые идею ныряющего катера высказал Валериан Бжезинский, разработавший в 1939 году в особом техническом бюро НКВД при заводе № 196 в Ленинграде проект погружающегося торпедного катера М-400 «Блоха». В надводном положении катер должен был иметь водоизмещение 35,3 тонны и скорость 33 узла, а в подводном — 74 тонны и 11 узлов соответственно. Вооружение — два 450-мм торпедных аппарата и 1 пулемёт. Энергетическая установка — два дизельных двигателя (в погружённом состоянии переходившие на работу в замкнутом цикле). Тактика — сближение с противником в подводном положении, торпедный залп, всплытие и уход с поля боя в надводном положении. Постройка катера началась в 1939 году на заводе имени Андре Марти в Ленинграде. К началу Великой Отечественной войны катер был готов на 60 %. В 1942 году в условиях блокады проект был временно заморожен, а после повреждения катера от артобстрелов окончательно закрыт.
Разработка ныряющих катеров возобновилась в конце 1950-х годов с ныряющего катера проекта 662. Недостатком проекта 662 была низкая скорость надводного хода в 32 узла, но данную проблему пытались решить путём использования подводных крыльев. По скорости надводного хода проект 662 уступал надводным кораблям. Использование крыльев, правда, увеличило скорость до 45—50 узлов, но зато уменьшило дальность действия до неприемлемой величины. Скорость же подводного хода составляла всего 5—6 узлов, делая ныряющий катер непригодным для боевого применения. Анализ чисто подводного варианта ныряющего катера показал, что при водоизмещении в 220 тонн, парогазовой турбинной установке и скорости подводного хода в 25 узлов катер проигрывал по всем характеристикам обычным субмаринам более крупного водоизмещения.

## История создания
Идея корабля принадлежит Никите Сергеевичу Хрущёву, который во время посещения военно-морской базы в Балаклаве увидел стоящие рядом друг с другом подлодки и ракетные катера, что натолкнуло его на мысль погрузить весь флот под воду в целях обеспечения скрытности в случае ядерной войны. Однако проект 1231 не создавался с чистого листа, а опирался на результаты работ по ныряющему катеру проекта 662: в частности, именно исходя из опыта ныряющего катера проекта 662 было принято решение использовать в проекте 1231 подводные крылья для увеличения скорости надводного хода.
Все публикации о ракете П-25 сопровождаются описанием проекта 1231, однако Владимир Асанин опровергает эту связь и считает, что ракета П-25 проектировалась, в основном, для катеров проекта 205, а корабль проекта 1231 не имел для неё заметного значения.

## Разработка проекта

### Ход работ
Разработку проекта вело ленинградское Центральное конструкторское бюро-19 (ЦКБ-19) под руководством начальника бюро Игоря Костецкого. Для реализации проекта под контроль ЦКБ-19 передали Ленинградский Морской завод. Также проект 1231 сыграл немаловажную роль в объединении ЦКБ-19 и ЦКБ-5 в Центральное морское конструкторское бюро «Алмаз». После объединения генеральным конструктором проекта назначили начальника ЦКБ-5 Евгения Юхнина.
Катерное ЦКБ-5 и (а также по версии автора книг о военной технике Владимира Асанина лодочное ЦКБ-16) по заданию правительства обязали к концу 1963 года разработать технический проект, после чего строительство корабля должно было вестись на ленинградском заводе № 196, судомеханическом заводе, занимавшимся подлодками. Впоследствии строительство ныряющего катера перенесли на судоремонтный завод Морпогранохраны, который переподчинили Госкомитету по судостроению и присоединили к заводу № 5, расположенному на противоположном правом берегу Малой Невы. Именно это предприятие впоследствии стало называться Морским заводом, а значительная часть его сооружений и оборудования было создано для реализации проекта 1231.
Проектирование ныряющего катера состояло из большого числа этапов, результатом каждого из них были технические эскизы опытного корабля и макеты основных помещений.
Проект осуществляли катерные конструкторские бюро, которые до этого не имели никакого опыта подводного кораблестроения и были вынуждены на ходу осваивать новую для себя область. После первого этапа работ корабль проекта 1231 перешел в разряд опытных для отработки на нём всех проблем и нюансов конструирования.
В конце проекта планировалась создание самоходной модели ныряющего катера в масштабе 1:2 или 1:3, на котором предполагалось проверить форму корпуса, процесс всплытия и погружения, систему крыльев, а также маневренность корабля под водой.
Постройку корабля проекта 1231 планировалось завершить к 1966 году.

### Проблемы проектирования
Требования для надводного корабля и подводной лодки противоречат друг другу, поэтому совмещение этих требований в рамках одного катера оказалось сложной технической задачей. Проблемой проекта 1231 являлась необходимость сочетания в одном корабле тяжёлой подводной лодки и лёгкого ракетного катера на подводных крыльях (В. Асанин даже назвал проект 1231 корабельной химерой).
В ходе работ над проектом 1231 пришлось отойти от принятых в проектном кораблестроении норм и практик: снять ограничения на затеснение общего расположения, убрать доступ к некоторым важным устройствам, отказаться от мер по защите корабля, отказаться от резервных источников электроэнергии, убрать дублирование некоторых элементов энергетической установки и корабельных систем (например, приводов систем всплытия и погружения), превысить допустимый лимит по перегрузке главных двигателей при переходе корабля на крылья, ограничить запас остойчивости и водоизмещения. Ограничения по размерам и водоизмещению ныряющего катера вынудили использовать малогабаритные и облегчённые варианты механизмов и оборудования, специальных систем и устройств, которые в тот момент ещё не выпускались массово.
Разработка технического проекта выявила необходимость дополнительных проектных и опытно-конструкторских работ, общий список которых составил примерно 120 пунктов. Среди этих пунктов были изучение гидродинамических характеристик корабля, проверка путём опытов корпусных и крыльевых конструкций, создание новых механизмов, арматуры и другого оборудования, стендовые испытания главных двигателей и механической передачи, автоматики и систем.
Уникальной частью корабля, которая создала много сложностей при проектировании, являлось устройство поворота носового крыла. Данный механизм должен был выдерживать огромные нагрузки, воздействующие на подводное крыло при движении по поверхности моря во время волнения.

### Закрытие проекта
Работы над ныряющим катером были прекращены после смещения Хрущёва с поста первого секретаря ЦК КПСС. По версии В. Асанина, после отставки Хрущёва проект подвергся объективному анализу и в итоге был закрыт ввиду отсутствия перспектив. Впрочем, по мнению Афрамеева, ныряющий катер не имел шансов на практическую реализацию, невзирая на титанические усилия конструкторов.

## Сфера применения и тактика действия
В 1958 году, ещё до начала основных работ по проекту, ЦКБ-19 провело предварительную оценку возможных тактико-технических параметров ныряющего катера и его вооружения и пришло к выводу, что сфера применения подобного корабля будет достаточно узкой, а некоторые параметры должны быть улучшены (скорость и дальность подводного экономического хода, глубина погружения, малое время погружения и всплытия).
Оптимальной сферой применения корабля были признаны районы за пределами радиуса действия истребителей берегового базирования, что накладывало необходимость большей дальности автономного передвижения по сравнению с самолётами.
Перед ныряющим катером-ракетоносцем были поставлены следующие боевые задачи: нанесение ракетных ударов по кораблям противника в прибрежных районах, помощь в уничтожении десантов и блокировании морских коммуникаций, а также гидроакустический и радиолокационный дозор в условиях рассредоточенного базирования флота.
Предполагаемая тактика ныряющего корабля выглядела следующим образом. До начала боевых действий ныряющие корабли заблаговременно прибывают в нужный район, погружаются под воду и в таком положении ждут появления вражеского флота. В случае невозможности подводной засады планировалось сближение с кораблём противника в режиме подводной лодки. В обоих случаях местонахождение вражеского корабля определяется гидроакустическими средствами. После сближения корабль проекта 1231 всплывает на поверхность, развивает высокую надводную скорость, выходит на дистанцию ракетного удара, выпускает ракеты, а затем снова уходит под воду или удаляется от противника в надводном положении. По замыслу создателей, сближение с вражеским кораблём в подводном положении и высокая скорость надводного хода ограничивает время огневого контакта (в частности, с авиацией).
После более детальной проработки тактико-технических характеристик стало ясно, что по степени уязвимости корабль проекта 1231 не превосходит обычные надводные катера, а стоимость его изготовления выше.

## Конструкция

### Общая конструкция
В ходе разработки проекта постоянно менялась общая схема корабля, число водонепроницаемых отсеков, их геометрическая форма. Например, рассматривался вариант отсеков в форме горизонтальной восьмерки или изолированных друг от друга помещений, сообщающихся только в надводном положении. Для проверки размещения всех механизмов, устройств и оборудования на корабле с заданными размерами были изготовлены макеты помещений и отсеков в натуральную величину. Затеснённость отсеков вынудила искать нестандартные решения некоторых вопросов: например, в машинном отделении личный состав был заменён телевизионной камерой, транслирующей информацию на центральный пост управления.
В конечном итоге прочный корпус корабля стал состоять из двух отсеков. В носовом отсеке располагались: центральный пост, помещение электроэнергетики, посты радиста и акустика, аккумуляторная яма и агрегаты. Из этого отсека велось всё управление кораблём, движителями и энергетической установкой, ракетами, радиоэлектронным и гидроакустическим оборудованием. Во втором отсеке находились главные и электродвигатели, дизель-генератор, насосы гидравлики и прочее подобное оборудование. В надстройке внутри прочного контейнера находился жилой отсек с койками на 6 человек или 50 % личного состава, а также камбуз с запасами еды и воды. В случае аварийной ситуации экипаж мог покинуть корабль из двух мест: жилого отсека и центрального поста. Покидание корабля планировалось методом свободного всплытия или по буйрепу (тросу с поплавком на поверхности). В надстройке находились проницаемая ходовая рубка, шахты воздухозабора и газовыхлопа, антенны. В ходовой рубке размещался пост управления главными двигателями в режиме надводного хода.

### Принцип движения и обеспечение остойчивости
Для обеспечения высокой скорости надводного хода были рассмотрены следующие варианты:
- движение на подводных крыльях, глиссирование,
- плавание с увеличенными скоростями, движение на воздушной подушке
- скоростное движение в режиме РДП (работа дизелей под водой).

Помимо расчётов проводились эксперименты в аэродинамической трубе. При выборе учитывались не только существующие вооружения и механизмы, но и опытные образцы, а также перспективные образцы техники, возможные в будущем. В итоге выяснилось, что корабль на подводных крыльях превосходит остальные варианты по скорости надводного хода и мореходности, но уступает по некоторым маловажным параметрам.
Были испробованы разные комбинации подводных крыльев и форм корпуса — от остроскулых глиссирующих и комбинированных форм до лодочных. Выбор конкретного варианта определялся по результатам испытаний моделей в опытном бассейне, на открытом озере и в аэродинамических трубах.
При разработке ныряющего катера встала проблема устойчивости и маневрирования корабля в вертикальном направлении под водой. Конструкторы приняли решение придать кормовой оконечности корпуса особую форму, а процесс управления подводными крыльями автоматизировать. Достижение оптимальной гидродинамической компоновки корабля оказалось возможным при трёх вариантах: с двумя подводными крыльями, с одним носовым крылом и без подводных крыльев.
Вариант корабля с двумя крыльями имел водоизмещение в 450 тонн и скорость надводного хода 42 узла, вариант с одним носовым крылом — 440 тонн и 38 узлов, а вариант без крыльев — 600 тонн и 33 узла. Данные варианты отличались друг от друга главными измерениями, водоизмещением и скоростями надводного хода (остальные параметры совпадали). Самым лучшим вариантом являлся корабль с одним носовым крылом. Хотя он и уступал по скорости варианту с двумя подводными крыльями, но полный ход не приводил к перегрузке двигателей, а балансировка и управляемость под водой были лучше. Сохранение устойчивости корабля в вертикальной плоскости под водой осуществлялась поворотом носового крыла по углу атаки, аналогичный способ использовался и при выходе на надводное движение на подводных крыльях. Наличие крыльев увеличивает осадку корабля на стоянках и на малом ходу, усиливает трение и сопротивление воды при движении, а также приводит к увеличению габаритов. Поэтому была попытка сделать подводные крылья убирающимися в корпус при одновременном сохранении возможности их поворота в выдвинутом положении. Но данный эксперимент окончился неудачей.

### Движители и энергетическая установка
На роль главных двигателей для проекта претендовали газовые турбины (преимущество — большие агрегатные мощности) и дизели разных типов (преимущество — меньшие габариты и отсутствие больших воздухоприемных шахт). Турбины требовали защиты компрессора от попадания морской воды, герметичности воздушных и газовых трактов при погружении, быстрый запуск двигателей после всплытия. Для экономичного режима надводного хода турбины требовали быстроходных винтов регулируемого шага на большую мощность, что, по мнению Афрамеева, представляет затруднение даже в наше время. При равной дальности хода турбинный вариант корабля не давал преимуществ в водоизмещении из-за высокого удельного расхода топлива. В конечном счёте, на проект 1231 установили опытный дизель М507, состоящий из двух агрегатов серийного дизеля М504. Предполагалось выхлопными газами дизельного двигателя продувать цистерны главного балласта в целях быстрого всплытия. В рамках разработки ныряющего катера рассматривался вопрос о создании энергоустановки подводного хода из вспомогательных дизелей на замкнутом цикле работы или о переводе одного из главных дизелей на замкнутый цикл работы на ограниченное время.
В качестве движителей использовались широколопастные винты фиксированного шага, характеризующиеся высокой скоростью. Винты регулируемого шага были отвергнуты, хотя они давали максимально возможное количество режимов движения корабля.
В ходе работ над ныряющим катером шёл поиск самой оптимальной схемы передачи мощности к движителям в режиме подводного хода и РДП. Среди предложенных вариантов были обратимая электрическая машина «генератор-электродвигатель», использование третьего вала, угловых редукторов, гидравлических передач, насосов и гидромоторов. В итоге была выбрана схема двухвальной установки с дизелями для передвижения по поверхности воды и гребными электродвигателями для подводного хода и в режиме РДП.
О сложности энергетической установки корабля свидетельствует тот факт, что она включала в себя 80 исполнительных механизмов системы дистанционного автоматического управления. Но благодаря использованию автоматики отпадала необходимость дежурства личного состава в моторном отделении, а управление энергетической установкой осуществлялось с центрального поста.

### Корпус
Наружный корпус корабля проекта 1231 планировалось выполнить полностью сварным, с применением прессованных профилей и панелей. Прочный корпус состоял из трёх цилиндрических оболочек. Средняя часть прочного корпуса ныряющего катера представляла собой сопряжение нескольких наклонных корпусов с плоским перекрытием. Перевязка наружного и прочного корпуса должна была выдерживать перегрузки от надводного движения корабля с высокой скоростью. Для наружного и прочного корпуса изучалась возможность использования алюминиево-магниевых сплавов, титановых сплавов и высокопрочных сталей, в том числе маломагнитных. В итоге было принято решение изготавливать корпус из АМг-61 (марка алюминиево-магниевого сплава, применяемая в корпусных нагруженных конструкциях), а крылья — из титана и стали.
Для снижения радиолокационной заметности ныряющего катера обсуждалась возможность строительства надводной части наружного корпуса и ограждения рубки из пластических материалов, что не влияло на общую прочность корабля. Сам же прочный корпус должен был выдерживать взрывную волну от взрыва ядерной бомбы на расстоянии от 2 и более километров от эпицентра (а механизмы и устройства — от 4 километров).

### Вооружение
Корабль проекта 1231 планировалось вооружить разрабатывавшимися в то время твердотопливными ракетами П-25, имевшими дальность поражения цели в диапазоне от 5 до 40 км и высоту полёта над поверхностью моря 50 метров. Преимуществом твердотопливной П-25 перед стоявшей в то время на вооружении жидкотопливной ракетой П-15 являлась большая безопасность эксплуатации, а также использование более совершенных радиолокационных и тепловых головок самонаведения.
Изначально ныряющий катер имел 2 крылатых ракеты, но в ходе проектирования было принято решение усилить ударную мощь. Вооружение корабля в окончательном варианте: 4 крылатых ракеты П-25 с дальностью действия в 40 км. Ракеты располагались в одиночных, ненаводящихся, неавтоматизированных пусковых установках контейнерного типа, закрепленных под постоянным углом наклона к горизонту. Ракеты управлялись дистанционно с общего пульта в центральном посту корабля. Пусковые установки находились вне прочного корпуса и обладали герметичностью, рассчитанной на максимальную глубину погружения корабля. Контейнеры ракет изначально хотели сделать поднимающимися в момент выстрела (в горизонтальном положении они не нарушали бы обтекаемость корабля при подводном движении), но создание подъёмника вызвало дополнительные сложности, поэтому остановились на фиксированном положении ракетных контейнеров.
Ныряющий катер не имел никаких средств самообороны (в том числе, и от авиации). Поэтому в качестве защиты предусматривался режим хода в полупогруженном положении, когда над поверхностью моря возвышается только рубка и часть надводного борта, а остальной корабль скрыт под водой.

### Радиоэлектронное и гидроакустическое оборудование
На корабль проекта 1231 предполагалось установить РЛС общего обнаружения «Рангоут−1231» (улучшенный вариант серийной РЛС), способную обнаружить и определить местонахождение вражеского корабля на расстоянии в 25—28 км. Гидроакустическая станция «Хариус» при нахождении корабля под водой без движения засекала противника на расстоянии 60—120 км. Также планировалось использование телевизионного устройства малых габаритов для наблюдения за воздушным и надводным пространством (при движении на перископной глубине) и подводным пространством (в полностью погруженном положении). Изучалась возможность применения малогабаритной подплывающей антенны, например такой конструкции — на буе-носителе устанавливались штыревая антенна для радиосвязи, телевизионная головка контроля надводного и воздушного пространства и радиолокационная станция засечения самолётных и корабельных РЛС. Помимо РЛС «Рангоут», на ныряющий катер устанавливали «Нихром-М», «Накат-М» и гидролокатор МГ-10.

## Оценка проекта
По мнению В. Асанина, итогом проекта стало сочетание плохой подводной лодки (скорость 3 узла и глубина погружения не более 30 метров) и плохого ракетного катера (по скорости уступавшего обычному катеру проекта 205 на 8—12 узлов).
Отсутствие возможности самообороны резко повышало потенциальные потери в случае боевых действий — впрочем, в ходе разработок было усилено ракетное вооружение и улучшено радиолокационное и гидроакустическое обеспечение корабля, что по оценкам вдвое сократило потенциальные потери. Скорость подводного хода и хода в режиме РДП была мала. Дальность подводного хода тоже. Маленькая глубина погружения делала корабль уязвимым для средств противолодочной обороны.
Параметры любого боевого корабля определяются предполагаемой сферой его применения. Однако в ситуации с ныряющим катером тактика применения не была проработана в должной степени и плохо учитывала возможные варианты противодействия со стороны противника. В итоге тактико-техническое задание на погружающийся ракетоносец не имело достаточного обоснования.
В целом конструкция корабля оказалась довольно сложной. Например, система погружения и всплытия состояла из 29 клапанов вентиляции и 54 кингстонов, однако запаса воздуха высокого давления не хватило бы для всплытия в аварийных условиях.
Глиссирующий тип обводов корпуса, дающий высокую скорость надводного хода и хорошую мореходность, и нахождение контейнеров с ракетами на палубе привели к избыточному для подлодки запасу плавучести катера. Этот факт предопределил большой объём цистерн главного балласта и усложнил конструкционные решения процесса погружения и всплытия: в частности, встал вопрос расположения кингстонов. По времени погружения корабль проекта 1231 проигрывал обычным подлодкам.
В ходе проектирования ныряющего катера наметилась устойчивая тенденция к увеличению массы корабля и требуемой мощности энергоустановки. Это, в свою очередь, приводило к увеличению водоизмещения и уменьшению скорости, тем самым уменьшая боевую ценность.

## Результаты проекта
При разработке ныряющего катера были придуманы новые для кораблестроения технические решения. Спроектированы комбинированные обводы корпуса, одновременно обеспечивающие высокую скорость в надводном положении и стабилизацию подводного движения. Для корпуса использовался алюминиево-магниевый сплав толщиной до 40 мм, а для крыльев — титан. Прочный корпус имел нестандартную конструкцию. Использовались непроверенные на практике дизели и серебряно-цинковые аккумуляторы (ещё до постройки подлодок проекта 651). В управлении кораблем и оборудованием применялась массовая автоматизация, предвосхитившая появление подводных лодок проекта 705. Исполнительные механизмы и отдельные элементы автоматики управления крыльями, рулями, кингстонами и вентиляционными клапанами балластных цистерн находились вне прочного корпуса. Был изобретен облегчённый и малогабаритный вариант забортной арматуры.

## Приложения
Таблица № 1. Основные тактико-технические элементы вариантов различных стадий проектирования корабля проекта 1231
| Тактико-технические элементы                         | Предэскизная проработка 1958 года | Нулевой этап эскизного проекта 1959 года | Эскизный проект 1959 года | Эскизный проект 1962 года  | Инициативный вариант эскизного проекта 1962 года | Нулевой этап технического проекта 1963 года | Технический проект 1963 года            |
| ---------------------------------------------------- | --------------------------------- | ---------------------------------------- | ------------------------- | -------------------------- | ------------------------------------------------ | ------------------------------------------- | --------------------------------------- |
| Полное водоизмещение, т.                             | 130                               | 170—225                                  | 270—272                   | 316—350                    | 350                                              | 380—423                                     | 440—460                                 |
| Скорость надводного хода, узл.                       | 46—50                             | 31—42                                    | 35—40                     | 28—45                      | 48                                               | 42—60                                       | 33—42                                   |
| Скорость подводного хода, узл.                       | 6—7                               | 3—5                                      | 2,5—4                     | 4                          | 3—4                                              | 3                                           | 3,6—4                                   |
| Дальность надводного хода, миль                      | 200—250                           | 400—500                                  | 700                       | 600—700                    | 700                                              | 400—700                                     | 700                                     |
| Дальность подводного хода, миль                      | 30                                | 20                                       | 12                        | 20                         | 20                                               | 20                                          | 25                                      |
| Суммарная мощность двигателей надводного хода, л. с. | 12000                             | 11000—18000                              | 18000                     | 18000                      | 18200                                            | 24000—30000                                 | 24000                                   |
| Варианты типов ГЭУ надводного хода                   | турбины                           | турбины и дизели                         | дизели                    | дизели                     | дизели                                           | турбины и дизели                            | дизели                                  |
| Варианты гидродинамического комплекса                | два подводных крыла               | одно подводное крыло                     | два и три подводных крыла | одно и два подводных крыла | два подводных крыла                              | два подводных крыла                         | одно и два подводных крыла; без крыльев |
| Число ракет                                          | 2                                 | 2                                        | 2                         | 2                          | 4                                                | 4                                           | 4                                       |

Таблица № 2. Основные тактико-технические элементы вариантов корабля проекта 1231 по техническому проекту
| Тактико-технические элементы                            | С двумя крыльями                              | С одним носовым крылом                        | Без крыльев                                   |
| ------------------------------------------------------- | --------------------------------------------- | --------------------------------------------- | --------------------------------------------- |
| Полное водоизмещение, т.                                | 450                                           | 440                                           | 580—600                                       |
| Длина наибольшая, м.                                    | 50,29                                         | 50,69                                         | 63,0                                          |
| Ширина корпуса наибольшая, м.                           | 9,12                                          | 9,12                                          | 8,46                                          |
| Ширина по подводным крыльям, м.                         | 13,02                                         | 13,02                                         | —                                             |
| Скорость надводного хода, узл.                          | 42                                            | 38                                            | 33                                            |
| Скорость подводного хода, узл.                          | 4,0                                           | 3,8—5,0                                       | 3,6—4,0                                       |
| Дальность надводного хода, миль (скорость хода, узл.)   | 700 (14,5)                                    | 700 (14,5)                                    | 1000 (18)                                     |
| Дальность подводного хода, миль                         | 25                                            | 25                                            | 25                                            |
| Дальность хода в режиме РДП, миль (скорость хода, узл.) | ок. 200 (4)                                   | ок. 200 (4)                                   | ок. 200 (4)                                   |
| Глубина погружения рабочая, м.                          | 70                                            | 70                                            | 70                                            |
| Глубина погружения расчетная, м.                        | 112                                           | 112                                           | 112                                           |
| Время непрерывного пребывания под водой, сутки          | 2                                             | 2                                             | 2                                             |
| Автономность, сутки                                     | 5                                             | 5                                             | 5                                             |
| Экипаж, чел.                                            | 12                                            | 12                                            | 12                                            |
| Мореходность при движении на крыльях, баллов            | 3                                             | 4                                             | —                                             |
| Тип энергоустановки надводного хода                     | два М-507 мощностью по 12000 л. с.            | два М-507 мощностью по 12000 л. с.            | два М-507 мощностью по 12000 л. с.            |
| Тип энергоустановки подводного хода                     | электродвигатели и аккумуляторные батареи     | электродвигатели и аккумуляторные батареи     | электродвигатели и аккумуляторные батареи     |
| Тип энергоустановки в режиме РДП и вспомогательной      | дизель М-50 мощностью 700 л. с.               | дизель М-50 мощностью 700 л. с.               | дизель М-50 мощностью 700 л. с.               |
| Ракетное вооружение                                     | 4 ракеты П-25 с надводным стартом             | 4 ракеты П-25 с надводным стартом             | 4 ракеты П-25 с надводным стартом             |
| Радиотехническое оборудование                           | радиолокационные и гидроакустические станции  | радиолокационные и гидроакустические станции  | радиолокационные и гидроакустические станции  |
| Штурманское оборудование                                | гирокомпас, лаг, автопрокладчик курса, эхолот | гирокомпас, лаг, автопрокладчик курса, эхолот | гирокомпас, лаг, автопрокладчик курса, эхолот |